# Comuna Kovpîta, Cernihiv
Kovpîta (în ucraineană Ковпита) este o comună în raionul Cernihiv, regiunea Cernihiv, Ucraina, formată din satele Cervone, Kovpîta (reședința) și Șulhivka.

## Demografie
Componența lingvistică a comunei Kovpîta
     Ucraineană (97,74%)
     Rusă (2,09%)
     Alte limbi (0,11%)
Conform recensământului din 2001, majoritatea populației comunei Kovpîta era vorbitoare de ucraineană (97,74%), existând în minoritate și vorbitori de rusă (2,09%).